# Kvalifikace na Mistrovství světa ve fotbale 2002 (UEFA) – skupina 1
Zápasy této kvalifikační skupiny na Mistrovství světa ve fotbale 2002 se konaly v letech 2000 a 2001. Ze šesti účastníků si postup na závěrečný turnaj vybojoval vítěz skupiny. Celek na druhém místě hrál baráž.

## Tabulka
| Tým             | Z  | V | R | P  | GV | GI | +/- | B  |
| --------------- | -- | - | - | -- | -- | -- | --- | -- |
| Rusko           | 10 | 7 | 2 | 1  | 18 | 5  | 13  | 23 |
| Slovinsko       | 10 | 5 | 5 | 0  | 17 | 9  | 8   | 20 |
| Jugoslávie      | 10 | 5 | 4 | 1  | 22 | 8  | 14  | 19 |
| Švýcarsko       | 10 | 4 | 2 | 4  | 18 | 12 | 6   | 14 |
| Faerské ostrovy | 10 | 2 | 1 | 7  | 6  | 23 | -17 | 7  |
| Lucembursko     | 10 | 0 | 0 | 10 | 4  | 28 | -24 | 0  |

## Zápasy
| 2. září 2000 20:15 UTC+2                |          | |                                                              |
| Švýcarsko                               | 0 – 1    | Rusko | Hardturm, Curych diváci: 14 500 rozhodčí: Kim Milton Nielsen |
| Ciriaco Sforza 11' Stephane Henchoz 89' | (Report) | Jurij Drozdov 9' Alexandr Mostovoj 34' Dmitrij Chochlov 53' Vladimir Běsčastnych 74' Dmitrij Aleničev 86' | Hardturm, Curych diváci: 14 500 rozhodčí: Kim Milton Nielsen |

| 3. září 2000 15:00 UTC+1                                                 |          |                                                 |                                                           |
| Faerské ostrovy                                                          | 2 – 2    | Slovinsko                                       | Svangaskarð, Toftir diváci: 3 200 rozhodčí: Mikko Vuorela |
| Øssur Hansen 23' 90+3' Óli Johannesen 66' Allan Mørkøre 74' Uni Arge 90' | (Report) | Sašo Udovič 25' Amir Karič 85' Milan Osterc 87' | Svangaskarð, Toftir diváci: 3 200 rozhodčí: Mikko Vuorela |

| 3. září 2000 18:00 UTC+2               |          |                       |                                                                     |
| Lucembursko                            | 0 – 2    | Jugoslávie            | Stade Josy Barthel, Lucemburk diváci: 3 305 rozhodčí: Serhej Šmolik |
| Nicolas Funck 56' Sascha Schneider 82' | (Report) | Savo Milošević 4' 26' | Stade Josy Barthel, Lucemburk diváci: 3 305 rozhodčí: Serhej Šmolik |

| 7. října 2000 17:30 UTC+2                                                                                         |          |                                                    |                                                           |
| Švýcarsko | 5 – 1    | Faerské ostrovy                                    | Hardturm, Curych diváci: 9 500 rozhodčí: Costas Kapitanis |
| Marco Zwyssig 26' Sébastien Fournier 35' Kubilay Türkyilmaz 42' (pen.) 44' (pen.) 53' (pen.) Stéphane Henchoz 46' | (Report) | John Petersen 4' Jens Hansen 31', 44' Uni Arge 53' | Hardturm, Curych diváci: 9 500 rozhodčí: Costas Kapitanis |

| 7. října 2000 19:15 UTC+2         |          |                                                         |                                                                    |
| Lucembursko                       | 1 – 2    | Slovinsko                                               | Stade Josy Barthel, Lucemburk diváci: 1 788 rozhodčí: Michal Beneš |
| Jeff Strasser 46' Rene Peters 52' | (Report) | Džoni Novak 18' Zlatko Zahovič 35' Željko Milinovič 37' | Stade Josy Barthel, Lucemburk diváci: 1 788 rozhodčí: Michal Beneš |

| 11. října 2000 19:00 UTC+4                                                    |          |                                 |                                                    |
| Rusko                                                                         | 3 – 0    | Lucembursko                     | Dinamo, Moskva diváci: 12 000 rozhodčí: John Ferry |
| Maxim Buznikin 19' Alexandr Mostovoj 43' Dmitrij Chochlov 57' Jegor Titov 90' | (Report) | Jeff Saibene 33' Jean Vanek 89' | Dinamo, Moskva diváci: 12 000 rozhodčí: John Ferry |

| 11. října 2000 20:15 UTC+2                                                                        |          | |                                                              |
| Slovinsko                                                                                         | 2 – 2    | Švýcarsko | Stadion Bežigrad, Lublaň diváci: 6 650 rozhodčí: Paul Durkin |
| Amir Karič 22', 40' Željko Milinovič 36' Ermin Šiljak 44' Zlatko Zahovič 76' Milenko Ačimovič 79' | (Report) | Sébastien Fournier 13' Raphaël Wicky 17' Kubilay Türkyilmaz 18' 66' Ciriaco Sforza 46' Stéphane Chapuisat 55' Marc Zellweger 85' | Stadion Bežigrad, Lublaň diváci: 6 650 rozhodčí: Paul Durkin |

| 24. března 2001 18:00 UTC+1 |          |                                                                                      |                                                                       |
| Lucembursko                 | 0 – 2    | Faerské ostrovy                                                                      | Stade Josy Barthel, Lucemburk diváci: 2 500 rozhodčí: Attila Hanacsek |
|                             | (Report) | Jákup á Borg 70' Christian Høgni Jacobsen 78' Kurt Mørkøre 82' Julian Johnsson 90+3' | Stade Josy Barthel, Lucemburk diváci: 2 500 rozhodčí: Attila Hanacsek |

| 24. března 2001 19:00 UTC+3                                |          |                                                                            |                                                              |
| Rusko                                                      | 1 – 1    | Slovinsko                                                                  | Stadion Lužniky, Moskva diváci: 35 000 rozhodčí: Hugh Dallas |
| Dmitrij Chochlov 7' Valerij Karpin 72' Jurij Nikiforov 75' | (Report) | Aleksander Knavs 21' Saša Gajser 55' Miran Pavlin 59' Željko Milinovič 77' | Stadion Lužniky, Moskva diváci: 35 000 rozhodčí: Hugh Dallas |

| 24. března 2001 20:15 UTC+1                |          |                                             |                                                                            |
| Jugoslávie                                 | 1 – 1    | Švýcarsko                                   | Stadion Crvena Zvezda, Bělehrad diváci: 30 000 rozhodčí: Karl-Erik Nilsson |
| Siniša Mihajlović 68' Vladimir Jugović 76' | (Report) | Stéphane Henchoz 17' Stéphane Chapuisat 84' | Stadion Crvena Zvezda, Bělehrad diváci: 30 000 rozhodčí: Karl-Erik Nilsson |

| 28. března 2001 19:00 UTC+4 |          |                 |                                                               |
| Rusko                       | 1 – 0    | Faerské ostrovy | Stadion Lužniky, Moskva diváci: 8 000 rozhodčí: Leslie Irvine |
| Alexandr Mostovoj 18'       | (Report) |                 | Stadion Lužniky, Moskva diváci: 8 000 rozhodčí: Leslie Irvine |

| 28. března 2001 20:15 UTC+2                                                               |          |             |                                                          |
| Švýcarsko                                                                                 | 5 – 0    | Lucembursko | Hardturm, Curych diváci: 8 600 rozhodčí: Claus Bo Larsen |
| Alexander Frei 9' 31' 90' Sébastien Fournier 43' Johann Lonfat 64' Stéphane Chapuisat 72' | (Report) |             | Hardturm, Curych diváci: 8 600 rozhodčí: Claus Bo Larsen |

| 28. března 2001 20:15 UTC+2                                             |          | |                                                            |
| Slovinsko                                                               | 1 – 1    | Jugoslávie                                                                                           | Stadion Bežigrad, Lublaň diváci: 10 000 rozhodčí: Dick Jol |
| Saša Gajser 26' Aleš Čeh 53' Muamer Vugdalič 90+4' Zlatko Zahovič 90+4' | (Report) | Savo Milošević 33' Slaviša Jokanović 50' Predrag Đorđević 55' Miroslav Đukić 81' Mladen Krstajić 83' | Stadion Bežigrad, Lublaň diváci: 10 000 rozhodčí: Dick Jol |

| 25. dubna 2001 17:00 UTC+2                 |          |                                                              |                                                                        |
| Jugoslávie                                 | 0 – 1    | Rusko                                                        | Stadion Crvena Zvezda, Bělehrad diváci: 37 240 rozhodčí: Konrad Plautz |
| Predrag Đorđević 78' Slaviša Jokanović 80' | (Report) | Jurij Drozdov 40' Viktor Onopko 49' Vladimir Běsčastnych 72' | Stadion Crvena Zvezda, Bělehrad diváci: 37 240 rozhodčí: Konrad Plautz |

| 2. června 2001 19:00 UTC+4                |          |                                                               |                                                                 |
| Rusko                                     | 1 – 1    | Jugoslávie                                                    | Stadion Lužniky, Moskva diváci: 65 000 rozhodčí: Herbert Fandel |
| Jurij Kovtun 9' 25' Alexandr Mostovoj 66' | (Report) | Predrag Mijatovic 32' Miroslav Djukic 69' Boban Dmitrovic 87' | Stadion Lužniky, Moskva diváci: 65 000 rozhodčí: Herbert Fandel |

| 2. června 2001 19:15 UTC+1 |          |                    |                                                               |
| Faerské ostrovy            | 0 – 1    | Švýcarsko          | Svangaskarð, Toftir diváci: 3 500 rozhodčí: Douglas Mc Donald |
| Óli Johannesen 55'         | (Report) | Alexander Frei 81' | Svangaskarð, Toftir diváci: 3 500 rozhodčí: Douglas Mc Donald |

| 2. června 2001 20:15 UTC+2    |          |                    |                                                                   |
| Slovinsko                     | 2 – 0    | Lucembursko        | Stadion Bežigrad, Lublaň diváci: 4 500 rozhodčí: Bernhard Brugger |
| Zlatko Zahovič 34' 65' (pen.) | (Report) | Laurent Deville 2' | Stadion Bežigrad, Lublaň diváci: 4 500 rozhodčí: Bernhard Brugger |

| 6. června 2001 18:00 UTC+1 |          |                                                                                                |                                                           |
| Faerské ostrovy            | 0 – 6    | Jugoslávie                                                                                     | Svangaskarð, Toftir diváci: 2 500 rozhodčí: Jaroslav Jára |
| Johan Hansen 55'           | (Report) | Dejan Stanković 16' 49' 70' Mateja Kežman 24' 82' 89' Savo Milošević 63' Predrag Mijatović 87' | Svangaskarð, Toftir diváci: 2 500 rozhodčí: Jaroslav Jára |

| 6. června 2001 20:00 UTC+2 |          |                                       |                                                                     |
| Lucembursko                | 1 – 2    | Rusko                                 | Stade Josy Barthel, Lucemburk diváci: 2 000 rozhodčí: Jon Skjervold |
| Sascha Schneider 49'       | (Report) | Dmitrij Aleničev 16' Sergei Semak 76' | Stade Josy Barthel, Lucemburk diváci: 2 000 rozhodčí: Jon Skjervold |

| 6. června 2001 20:15 UTC+2              |          |                                                                                          |                                                                      |
| Švýcarsko                               | 0 – 1    | Slovinsko                                                                                | Stadion Santo Yakobus, Basilej diváci: 26 000 rozhodčí: Jacek Granat |
| Massimo Lombardo 35' Alexander Frei 75' | (Report) | Aleksander Knavs 20' Sebastjan Cimirotič 82' 85' Milenko Ačimovič 82' Zlatko Zahovič 88' | Stadion Santo Yakobus, Basilej diváci: 26 000 rozhodčí: Jacek Granat |

| 15. srpna 2001 20:15 UTC+2                                  |          |                                                                           |                                                                             |
| Jugoslávie                                                  | 2 – 0    | Faerské ostrovy                                                           | Stadion Crvena Zvezda, Bělehrad diváci: 15 437 rozhodčí: Jose Mendes Pratas |
| Siniša Mihajlović 23' Zoran Mirković 78' Miroslav Đukić 85' | (Report) | Fróði Benjaminsen 7' Óli Johannesen 74' Kurt Mørkøre 78' Øssur Hansen 87' | Stadion Crvena Zvezda, Bělehrad diváci: 15 437 rozhodčí: Jose Mendes Pratas |

| 1. září 2001 17:00 UTC+1 |          |                                         |                                                          |
| Faerské ostrovy          | 1 – 0    | Lucembursko                             | Svangaskarð, Toftir diváci: 1 464 rozhodčí: Zeljko Siric |
| Jens Hansen 84'          | (Report) | Sascha Schneider 69' Roland Schaack 83' | Svangaskarð, Toftir diváci: 1 464 rozhodčí: Zeljko Siric |

| 1. září 2001 20:15 UTC+2 |          |                                                           |                                                                        |
| Švýcarsko                | 1 – 2    | Jugoslávie                                                | Stadion Santo Yakobus, Basilej diváci: 28 190 rozhodčí: Claude Colombo |
| Hakan Yakin 21' 41', 63' | (Report) | Savo Milošević 35' Zoran Mirković 38' Mladen Krstajić 73' | Stadion Santo Yakobus, Basilej diváci: 28 190 rozhodčí: Claude Colombo |

| 1. září 2001 20:15 UTC+2                                     |          |                                                                              |                                                              |
| Slovinsko                                                    | 2 – 1    | Rusko                                                                        | Stadion Bežigrad, Lublaň diváci: 8 000 rozhodčí: Graham Poll |
| Džoni Novak 38' Milan Osterc 62' Milenko Ačimovič 90' (pen.) | (Report) | Marat Izmailov 65' Jegor Titov 72' Vjačeslav Dajev 82' Alexandr Mostovoj 85' | Stadion Bežigrad, Lublaň diváci: 8 000 rozhodčí: Graham Poll |

| 5. září 2001 17:30 UTC+1                  |          |                                                                     |                                                           |
| Faerské ostrovy                           | 0 – 3    | Rusko                                                               | Tórsvøllur, Tórshavn diváci: 2 936 rozhodčí: Hubert Byrne |
| Fróði Benjaminsen 34' Julian Johnsson 56' | (Report) | Vladimir Běsčastnych 19' 29' Valerij Karpin 55' Aleksandr Širko 88' | Tórsvøllur, Tórshavn diváci: 2 936 rozhodčí: Hubert Byrne |

| 5. září 2001 20:15 UTC+2 |          |                                                   |                                                                       |
| Lucembursko              | 0 – 3    | Švýcarsko                                         | Stade Josy Barthel, Lucemburk diváci: 3 858 rozhodčí: Sorin Corpodean |
| Manuel Schauls 73'       | (Report) | Alexander Frei 12' Kubilay Türkyilmaz 58' 59' 84' | Stade Josy Barthel, Lucemburk diváci: 3 858 rozhodčí: Sorin Corpodean |

| 5. září 2001 20:15 UTC+2                                                                               |          | |                                                                    |
| Jugoslávie                                                                                             | 1 – 1    | Slovinsko | FK Partizan, Bělehrad diváci: 22 000 rozhodčí: Antonio Lopez Nieto |
| Slaviša Jokanović 49' Predrag Đorđević 51' Boban Dmitrović 53' Miroslav Đukić 87' Ivan Gvozdenović 89' | (Report) | Željko Milinovič 10' Milan Osterc 29' Miran Pavlin 49' Amir Karič 57' Saša Gajser 62' Milenko Ačimovič 69' Aleš Čeh 90' | FK Partizan, Bělehrad diváci: 22 000 rozhodčí: Antonio Lopez Nieto |

| 6. října 2001 16:00 UTC+2                                                                |          |                                       |                                                             |
| Jugoslávie                                                                               | 6 – 2    | Lucembursko                           | FK Partizan, Bělehrad diváci: 1 758 rozhodčí: Leslie Irvine |
| Slaviša Jokanović 19' Predrag Mijatović 57' Mateja Kežman 61' 71' Savo Milošević 62' 68' | (Report) | René Peters 38' Marcel Christophe 51' | FK Partizan, Bělehrad diváci: 1 758 rozhodčí: Leslie Irvine |

| 6. října 2001 16:00 UTC+2           |          |                  |                                                                    |
| Slovinsko                           | 3 – 0    | Faerské ostrovy  | Stadion Bežigrad, Lublaň diváci: 8 500 rozhodčí: George Kasnaferis |
| Nastja Čeh 13' 30' Senad Tiganj 82' | (Report) | Øssur Hansen 62' | Stadion Bežigrad, Lublaň diváci: 8 500 rozhodčí: George Kasnaferis |

| 6. října 2001 18:00 UTC+4                                            |          |                         |                                                     |
| Rusko                                                                | 4 – 0    | Švýcarsko               | Dinamo, Moskva diváci: 22 000 rozhodčí: Knud Fisker |
| Jurij Drozdov 11' Vladimir Běsčastnych 14', 19', 38' Jegor Titov 83' | (Report) | Giuseppe Mazzarelli 81' | Dinamo, Moskva diváci: 22 000 rozhodčí: Knud Fisker |